# شيري هورمان
شيري هورمان (بالإنجليزية: Sherry Hormann)‏ مخرجة وكاتبة سيناريو أمريكية من مواليد مدينة نيويورك في 20 أفريل 1960.

## من أفلامها
- 2013, 3096

## روابط خارجية
- شيري هورمان على موقع IMDb (الإنجليزية)
- شيري هورمان على موقع مونزينجر (الألمانية)
- شيري هورمان على موقع ألو سيني (الفرنسية)
- شيري هورمان على موقع أول موفي (الإنجليزية)
- شيري هورمان على موقع قاعدة بيانات الأفلام السويدية (السويدية)
- شيري هورمان على موقع قاعدة بيانات الفيلم (الإنجليزية)
- شيري هورمان على موقع كينوبويسك (الروسية)